# محمد الغامدی
محمد الغامدی یک کاریکاتوریس اهل عربستان سعودی است که بخاطر کاریکاتورهایش از جمله اتهام توهین به پادشاهی عربستان به محکومیت غیرقابل تجدیدنظری ۲۳‬سال زندان دریافت کرده است.
الغامدی در برخی از کاریکاتورهایش به صورت طنز مشکلات رایج در ماه رمضان پرداخته بود و در برخی از موارد نیز به نقد مسایل سیاسی خاورمیانه با کاریکاتورهایش می‌پرداخت. وی در دادگاهی به ۶ سال زندان به اتهام توهین به پادشاه سعودی محکوم شد و سپس در دادگاه تجدید نظر این محکومیت به ۲۳ زندان بدون حق فرجام خواهی تبدیل شد.

مؤسسه حقوقی سند در بیانیه ای خود در این مورد چنین نوشته است:
این وضعیت بر نیاز فوری به اقدام بین‌المللی برای حمایت از آزادی هنری و حقوق بشر در عربستان سعودی تأکید می‌کند… مورد الغامدی نمونه ای از جو نگران کننده در عربستان سعودی است. جایی که هیچ‌کس واقعاً در امنیت نیست. او صرفاً به خاطر هنرمند بودن به یک هدف تبدیل شد